# William Dyer
William Llewellyn Dyer (Sunderland, 11 de septiembre de 1883-San Juan de Luz, 1936) fue un empresario y futbolista profesional británico que jugó como delantero en el Athletic Club. Fue uno de los primeros pioneros del fútbol en el País Vasco, destacando como un gran delantero de algunos de los primeros clubes vascos existentes como el Bilbao FC, el Club Bizcaya y el Athletic Club, ganando la Copa del Rey en tres ocasiones consecutivas con estos dos últimos clubes entre 1902 (en la forma de su predecesora la Copa de la Coronación) y 1904, y siendo el máximo goleador compartido en la Copa de la Coronación con 5 goles.
Además de ser un destacado futbolista, deporte al que debe su carrera, también fue un destacado atleta que se desempeñó también en otras modalidades como la navegación a vela, el críquet, el tenis, y el boxeo, entre otros deportes de la burguesía británica. Su negocio con los envíos de hierro y carbón iba muy bien.

## Primeros años de vida
Dyer nació en Sunderland el 11 de septiembre de 1883. Llegó a Bilbao de la mano de su padre, Sidney, quien se dedicó al negocio de compra de minerales. Tras la muerte de su padre, que había sido cónsul honorario de Gran Bretaña en Bilbao, se hizo cargo del negocio familiar al tiempo que se involucraba en los asuntos de la ciudad. Dyer se interesó por la tauromaquia y participó en la creación del club Cocherito de Bilbao, en honor al torero local Cástor Jaureguibeitia Ibarra, conocido bajo ese seudónimo.

## Trayectoria

### Bilbao Football Club
En 1901, junto con sus compatriotas ingleses George Langford, George Cockram y Walter Evans, Dyer, de 18 años, fue uno de los jóvenes trabajadores y residentes ingleses en Bilbao que se unieron al recién creado Bilbao Football Club. A finales de 1901, los dos clubes más importantes de la ciudad eran el Bilbao FC y el Athletic Club, por lo que pronto surgió una rivalidad entre ellos, disputándose varios amistosos en el Hipódromo de Lamiaco. Dyer fue una pieza clave en esta histórica rivalidad que sirvió como uno de los impulsores del fútbol como fenómeno de masas en Bilbao, ya que sus duelos despertaban una gran expectación. El 19 de enero de 1902, en el partido que pasó a la historia como el primero de pago celebrado en Vizcaya desde que se cobraba una entrada de 30 céntimos de peseta, Dyer marcó un gol de consolación en la derrota por 2-4.

### Club Bizcaya
Los dos rivales acordaron unir a los mejores jugadores de cada club para jugar dos partidos contra el Burdigala de Burdeos. Esta fusión temporal se conoció como Club Bizcaya, y Dyer expulsó a los delanteros del Athletic para un lugar en la primera alineación del equipo de Bizcaya contra Burdigala el 9 de marzo, ayudando a su equipo a una victoria por 0-2 en Francia, la primera vez que un equipo de Bilbao jugaba en territorio extranjero. Tres semanas más tarde, el 31 de marzo de 1902, volvió a estar en el once inicial del Vizcaya para el partido de vuelta en casa, la primera visita de un equipo extranjero a Bilbao, y marcó cuatro goles para ayudar a su equipo a ganar por 7-0 al equipo francés.
Junto a Juan Astorquia, Raymond Cazeaux y su compatriota inglés Walter Evans, Dyer formó parte del Club Bizcaya que participó en la Copa de la Coronación de 1902, el primer campeonato nacional disputado en España y precursor de la Copa del Rey. En los cuartos de final, el 13 de mayo, marcó contra el Club Espanyol (ahora RCD Espanyol) para ayudar a su equipo a conseguir un 5-1, haciéndolo desde el punto de penalti, en lo que quizás fue el primer penalti competitivo ejecutado en España. Al día siguiente, Dyer anotó un póker en las semifinales contra el New Foot-ball Club en una victoria por 8-1, ayudando así al Athletic a alcanzar la final, en la que fue titular en una victoria por 2-1 sobre el FC Barcelona. Estos cinco goles le valieron el primer puesto en la lista de máximos goleadores del torneo junto a su compañero Walter Evans, quien también marcó cinco goles para el Athletic.

### Club Atlético
En 1903 el Bilbao FC se desintegró y sus socios restantes fueron absorbidos oficialmente por el Athletic Club. Dyer jugó cuatro partidos oficiales con el Athletic entre 1902 y 1905, en los que marcó cinco goles (el Athletic Bilbao contabiliza como propios los partidos disputados por el Club Bizcaya). Formó parte del equipo que ganó la Copa del Rey de fútbol 1904, que el Athletic ganó sin disputar un solo partido ya que su rival no se presentó. Junto a Alejandro de la Sota Eizaguirre y Hermenegildo García Verde, formó parte del equipo que llegó a la final de la Copa del Rey de fútbol 1905, siendo titular en la derrota por 0-1 ante el Madrid FC (actual Real Madrid), gracias a un gol de Manuel Prast.

### Fuera del fútbol
Dyer creó la Unión Ciclista Bilbaína, era marinero, jugador de críquet y de tenis, le gustaba el boxeo y su negocio también iba muy bien con sus envíos de hierro y carbón.

## Muerte
En 1936, poco después del inicio de la guerra civil española, Dyer murió en San Juan de Luz, a la edad de 53 años. Su hijo Patrick (nacido en 1916) fue responsable del servicio de espionaje inglés MI-16 en la capital vizcaína durante más de 20 años, especialmente durante la Segunda Guerra Mundial, controlando el movimiento portuario de los alemanes y colaborando con los grupos nacionalistas vascos tras la caída de Bilbao.

## Honores
Club Bizcaya
- Copa de la Coronación:
  - Ganadores: 1902

Athletic Club
- Copa del Rey:
  - Ganadores: 1904
  - Subcampeón: 1905